# Gai Sulpici Galba (pontífex 201 aC)
Gai Sulpici Galba (llatí: Gaius Sulpicius Galba) va ser un magistrat romà. Formava part de la gens Sulpícia i era de la família dels Galba, d'origen patrici.
Va ser pontífex l'any 201 aC al lloc de Tit Manli Torquat però va morir aviat, el 198 aC.